# Judicial Watch
Judicial Watch ist eine konservative Stiftung in Washington, D.C., die es sich nach eigenen Angaben zur Aufgabe gemacht hat, „hohe ethische und moralische Standards im öffentlichen Leben einzufordern und sicherzustellen, dass Beamte aus Politik und Rechtspflege nicht die Macht missbrauchen, die ihnen vom amerikanischen Volk anvertraut wurde“. Judicial Watch nutzt das Informationsfreiheitsgesetz und andere Mittel, um Fehlverhalten von Regierungsbeamten zu untersuchen.
Die meisten von JW angestrengten Klagen wurden abgewiesen. JW verbreitete mehrfach Unwahrheiten.

## Geschichte
Die Organisation wurde 1994 von Larry Klayman, einem konservativen Anwalt, gegründet; dieser führte dutzende Prozesse gegen die Regierung von Bill Clinton. 2003 verließ Klayman die Stiftung, um sich für einen Sitz im US-Senat zu bewerben. 2006 verklagte er die Stiftung unter anderem wegen seiner Abfindung. 2009 befand ein Gericht, dass Klayman gegen die Vereinbarungen zur Abfindung verstoßen habe. Vor seinen Abgang 2003 hatte Klayman den heutigen Vorsitzenden Tom Fitton eingestellt.
Judicial Watch verbreitete Gerüchte, dass Vince Foster von den Clintons ermordet worden sei.

## Finanzierung
Größter Spender ist die Stiftung des konservativen Unternehmers Richard Mellon Scaife. Judicial Watch hat ein Jahresbudget von $35 Millionen.